# Rassemblement des démocrates pour la rupture et le renouveau
Le Rassemblement des démocrates pour la rupture et le renouveau (RADER) est un parti politique du Congo-Kinshasa.
Le Rader a été constitué le 5 juillet 2009. Il a été régulièrement et officiellement enregistré par arrêté ministériel n°062/2009 du 8 décembre 2009 du ministre de l'Intérieur de la République démocratique du Congo Mr Célestin Mbuyu Gasango.
Dirigé par le Professeur Auguste MAMPUYA, le RADER a organisé son premier meeting le 20 février 2010 à Kinshasa.
Article de presse du quotidien Le Potentiel - Édition 4913 du lundi 22 février 2010;« Article de presse du quotidien Le Phare paru sur son site Internet le 21 février 2010 »(Archive.org • Wikiwix • Archive.is • Google • Que faire ?).
Le RADER est un parti de l'actuelle opposition non parlementaire et fait alliance avec l'UDPS au sein de la plateforme politique DTP "Dynamique Tshisekedi Président".Article de www.kongotimes.info